# Аанор, Онест
Онест Овонранвен Аанор (итал. Honest Ovonranwen Ahanor; род. 23 февраля 2008, Аверса, Кампания) — итальянский футболист, левый защитник клуба «Аталанта».

## Клубная карьера
Онест Аанор родился 23 февраля 2008 года в итальянском городе Аверса в семье нигерийцев. С ранних лет начал заниматься футболом в академии «Дженоа». 12 сентября 2024 года Аанор подписал контракт с клубом до 2027 года. 28 сентября 2024 года дебютировал за основную команду, выйдя в стартовом составе на матч Серии A против «Ювентуса».
4 июля 2025 года перешёл в «Аталанту».